# Jihad Khelifi
Jihad Khelifi – tunezyjski zapaśnik walczący w stylu klasycznym. Zajął dziesiąte miejsce na igrzyskach śródziemnomorskich w 2013. Srebrny medalista mistrzostw Afryki w 2010 i brązowy w 2012. Wicemistrz Afryki juniorów w 2010 roku.